# Volker Duschner
Volker Hasso Duschner (* 12. Oktober 1945 in Schörfling am Attersee, Österreich; † 13. Juni 2022 in Tauberbischofsheim) war ein deutscher Fechtsportler und Lehrer.

## Sportliche Karriere
Duschner war u. a. im Königsbacher SC Koblenz aktiv. 1966 wurde er Juniorenmeister im Herrensäbel. Er nahm 1968 und 1972 als Säbelfechter an den Olympischen Spielen teil und kam dort mit der westdeutschen Mannschaft auf den 7. bzw. 6. Platz. Bei den Deutschen Fechtmeisterschaften 1969 sowie 1971–1973 wurde er Dritter, 1970 und 1974 wurde er Vizemeister.
Bei den deutschen Meisterschaften der Senioren (Altersklasse M40) konnte er für den Fecht-Club Tauberbischofsheim im Jahr 1987 die Goldmedaille holen.

## Leben
Duschner absolvierte von 1969 bis 1978 ein Lehramtsstudium in den Fächern Sport und Erdkunde an der Universität Bonn. Nach dem Referendariat in Koblenz lehrte ab 1980 am Rheingymnasium in Sinzig, am Erzbischöflichen Franziskanerinnen-Gymnasium in Bonn und Dietrich-Bonhoeffer-Gymnasium in Wertheim von 1981 bis 1982, bevor er zum Schuljahr 1982/83 ans Matthias-Grünewald-Gymnasium in Tauberbischofsheim wechselte. 1993 erfolgte seine Ernennung zum Oberstudienrat. In Tauberbischofsheim unterrichtete Duschner, bis er 2009 pensioniert wurde.